# No No No (bài hát của Apink)
NoNoNo là một bài hát của nhóm nhạc nữ Hàn Quốc Apink. Nó được phát hành vào ngày 5 tháng 7 năm 2013 cùng với EP thứ 3, Secret Garden, bài hát được sản xuất bởi Shinsadong Tiger và Kupa. Đây là EP đầu tiên mà nhóm chỉ quảng bá với 6 thành viên sau khi Hong Yookyung rời nhóm vào tháng 4. "NoNoNo" là bài hát xếp hạng cao nhất đến bấy giờ của nhóm, đứng thứ 2 trên 'Billboard's K-Pop Hot 100. Phiên bản tiếng Nhật được phát hành vào ngày 22 tháng 10 năm 2014, với lời tiếng Nhật được viết bởi PA-NON.

## Concept
Với việc concept của album Secret Garden là chữa lành vì thế "NoNoNo" sẽ nhấn mạnh cho mọi người thấy một hình ảnh Apink vui tươi, nhỉ nhảnh. "NoNoNo" cũng là một ca khúc chữa lành phù hợp với mọi lứa tuổi.

## Lời bài hát
"NoNoNo" được viết bởi Shinsadong Tiger, người đã làm việc cùng nhóm với các ca khúc như "My My" và "Wishlist", ngoài ra còn có sự hợp tác của Kupa. Ca khúc pha trộn các âm thanh của nhịp điệu guitar và chuỗi giai điệu funky làm nó hoàn hảo cho một ca khúc mùa xuân. Thêm vào đó, phần lời trong đoạn điệp khúc "Don't be sad no no no, You're not alone no no no", được kết hợp với một giai điệu gây nghiện. Jeff Benjamin của Billboard đã đặt bài hát vào thể loại bubblegum pop.

## Video âm nhạc
Vào ngày 5 tháng 7 năm 2013, MV chính thức của bài hát đã được đăng tải trên cả hai kênh Youtube của A Cube và CJ E&M. Đạo diễn cho MV này là Hong Won Ki, trực thuộc Zany Bros. MV này có một phông nền đầy màu sắc, cùng với hình ảnh các thành viên Apink đang vui đùa cùng nhau với bánh cupcakes, bong bóng và hoa trong một bữa tiệc sinh nhật. 
Vào ngày 11 tháng 7, phiên bản dance được phát hành. Trong video này, trọn bộ vũ đạo của ca khúc đã được truyền tải tới người xem mà không sử dụng bất kỳ một loại hiệu ứng nào. Phần vũ đạo của "NoNoNo" không hề khó và phù hợp với mọi người.

## Quảng bá và trình diễn

### Hàn Quốc
Vào ngày 4 tháng 7, một ngày trước thời điểm phát hành chính thức, nhóm đã trình diễn lần đầu tiên trên Mnet's M! Countdown, tiếp theo đó là các màn comeback trên KBS's Music Bank, MBC's Show! Music Core and SBS's Inkigayo. Ngày 7 tháng 10, Apink đã trình diễn "NoNoNo" tại Hallyu Dream Concert Special 2013 trước 14,000 người, bao gồm cả 3,000 fan K-pop quốc tế.

### Quốc tế
Ngày 28 tháng 9 năm 2013, Apink là người mẫu cho sự kiện thời trang Girls Award 2013, tại Nhật Bản. "NoNoNo" là bài hát nhạc nền khi cả nhóm trình diễn. Ngày 20 tháng 10, Apink đã tới Đài Loan và tổ chức buổi fan meeting đầu tiên tại đây với hơn 1,500 fans. Tại buổi fan meeting, nhóm đã trình diễn bài hát này cùng các bài hit khác. Một tuần sau, tại Korea Festival 2013 in Singapore, Apink đã tổ chức một showcare và biểu diễn "NoNoNo" cùng với các ca khúc khác.

## Giải thưởng
Ngày 17 tháng 7 năm 2013, Apink đã có chiến thằng đầu tiên với "NoNoNo" trên Show Champion. Ngày 19 tháng 7, "NoNoNo" đã thắng vị trí #1 trên Music Bank; đây là bài hát đầu tiên của nhóm thắng #1 trên đài trung ương. Vào tháng 1 năm 2014, "NoNoNo" nhận giải "Digital Bonsang Award" tại lễ trao giải 23rd Seoul Music Awards và 29th Golden Disk Awards

## Vị trí trên bảng xếp hạng
Bài hát bắt đầu ở vị trí thứ 14 trên Gaon Singles Chart và thứ 3 sau một tuần. Trên Billboard's K-Pop Hot 100, "NoNoNo" bắt đầu ở vị trí thứ 7 và trở thành bài hát đầu tiên của nhóm nằm trong top 10 đĩa đơn, và sau đó 3 tuần thì đứng ở vị trí thứ 2, trở thành bài hát xếp hạng cao nhất của nhóm. Trên các bảng xếp hạng cuối năm, "NoNoNo" đứng ở vị trí thứ 12 trên K-Pop Hot 100, và thứ 33 trên Gaon's digital chart.
| Bảng xếp hạng              | Vị trí |
| -------------------------- | ------ |
| Gaon Singles chart         | 3      |
| Gaon Mobile Ringtone chart | 3      |
| Gaon Karaoke chart         | 2      |
| Billboard K-Pop Hot 100    | 2      |

| Bảng xếp hạng (2013)    | Vị trí | Ghi chú                |
| ----------------------- | ------ | ---------------------- |
| Gaon Digital chart      | 33     | 116.506.553 Gaon Count |
| Gaon Download chart     | 13     | 1.329.864 lượt         |
| Billboard K-Pop Hot 100 | 12     |                        |

## Phiên bản tiếng Nhật
Vào ngày 4 tháng 8, Apink đã tổ chức buổi showcare đầu tiên của nhóm ở Nhật Bản tại Siganawa Stellar Ball Tokyo cùng với 2,000 fans và phóng viên. Tại sự kiện, Apink đã thông báo chính thức rằng họ sẽ debut tại Nhật vào ngày 22 tháng 10 cùng với phiên bản tiếng Nhật của "NoNoNo".

### Track listing
| Japanese single  | Japanese single             | Japanese single  | Japanese single        | Japanese single |
| STT              | Nhan đề                     | Phổ lời          | Phổ nhạc               | Thời lượng      |
| ---------------- | --------------------------- | ---------------- | ---------------------- | --------------- |
| 1.               | "NoNoNo" (Japanese version) | PA-NON           | Shinsadong Tiger, Kupa | 3:39            |
| 2.               | "My My" (Japanese version)  | MEG.ME           | Rado, Shisadong Tiger  | 3:54            |
| 3.               | "NoNoNo" (Instrumental)     | -                | Shisadong Tiger, Kupa  | 3:39            |
| 4.               | "My My" (Instrumental)      | -                | Rado, Shisadong Tiger  | 3:54            |
| Tổng thời lượng: | Tổng thời lượng:            | Tổng thời lượng: | Tổng thời lượng:       | 15.06           |

| "CD+DVD A" DVD Tracklist | "CD+DVD A" DVD Tracklist               | "CD+DVD A" DVD Tracklist |
| STT                      | Nhan đề                                | Thời lượng               |
| ------------------------ | -------------------------------------- | ------------------------ |
| 1.                       | "NoNoNo" (Music video - Dance version) |                          |

| "CD+DVD B" DVD Tracklist | "CD+DVD B" DVD Tracklist | "CD+DVD B" DVD Tracklist |
| STT                      | Nhan đề                  | Thời lượng               |
| ------------------------ | ------------------------ | ------------------------ |
| 1.                       | "NoNoNo" (Music Video)   |                          |

### Orion Chart
| Ngày                 | BXH Oricon            | Vị trí | Lượng bán tuần đầu | Tổng lượng bán | Thời gian trên BXH |
| -------------------- | --------------------- | ------ | ------------------ | -------------- | ------------------ |
| 22 tháng 10 năm 2014 | Daily Singles Chart   | 3      | 32.720             | 38.353         | 5 tuần             |
| 22 tháng 10 năm 2014 | Weekly Singles Chart  | 4      | 32.720             | 38.353         | 5 tuần             |
| 22 tháng 10 năm 2014 | Monthly Singles Chart | 20     | 32.720             | 38.353         | 5 tuần             |
| 22 tháng 10 năm 2014 | Yearly Singles Chart  | —      | 32.720             | 38.353         | 5 tuần             |

## Bản quyền
- Apink – vocals
- Shinsadong Tiger – sản xuất, viết lời, phổ nhạc
- Kupa - viết lời, phổ nhạc
- Rado - viết lời, phổ nhạc
- PA-NON - viết lời
- MEG.ME - viết lời